# Таунгу
Таунгу́ (Тауннгу) или Тоунгоо, Тоунгу́а (бирм. တောင်ငူမြို့; MLCTS: taung ngu mrui.)
— город в округе Пегу в Мьянме, находится в 220 км от Рангуна, в северной части округа, окружённый с запада и востока горными хребтами. Основная промышленность — лесозаготовка, тик и другие твёрдые горные породы. Знамениты пальмы арека, по бирманской поговорке о неожиданном счастье, любитель бетеля улетает в Таунгу.

## История
Город Таунгу основал царь Минджиньёу в 1510.
Таунгу стал столицей одного из самых мощных бирманских царств на территории Бирмы после падения Пагана. Историческое название города на языке пали — Кетумати, название связано с предсказанием о городе в котором должен родится Будда Майтрея. Источником изучения истории династии Таунгу является бирманская хроника «Кетумади Таунгу язавин».

## Современность
Хотя мало исторических строений сохранилось, в городе стоит древняя крепостная стена (кремль) из кирпича со всех сторон, кроме южной. Ров шириной 9.6 м высох, осталась заполненная водой секция с востока.
Восточная часть района Таунгу заселена преимущественно каренами.
В штате Карен неподалёку от Таунгу находится курорт Тантаун.

## Достопримечательности
1. Пагода Швесандо-Пайя
2. Пагода Мьясигон-Пайя
3. Пагода Каунмудо-Пайя
4. Слоновий питомник Таргайя
5. Университет Таунгу